# Dimeragrion percubitale
Dimeragrion percubitale är en trollsländeart som beskrevs av Philip Powell Calvert 1913. Dimeragrion percubitale ingår i släktet Dimeragrion och familjen Megapodagrionidae. IUCN kategoriserar arten globalt som livskraftig. Inga underarter finns listade i Catalogue of Life.